# Steve Miller Band
Стив Милер бенд (енгл. Steve Miller Band) америчка је рок група основана 1966. у Сан Франциску. Најпопуларнија је била током 1970-их и почетком 1980-их због највећих хитова групе The Joker и касније Abracadabra. Фронтмен и један од оснивача групе је Стив Милер који је певач и соло гитариста групе. Издали су 18 студијских албума.

## Чланови
Тренутни састав
- Стив Милер — главни вокал, гитара, усно хармоника, клавијатуре (1966—данас)
- Кени Ли Луис — гитара, бас гитара, пратећи вокали (1982—1987, 1993—данас)
- Горди Надстон — бубњеви (1987—данас)
- Џозеф Вутен — клавијатуре, пратећи вокали (1993—данас)
- Џејкоб Питерсен — гитара (2011—данас)

## Дискографија
Студијски албуми
- Children of the Future (1968)
- Sailor (1968)
- Brave New World (1969)
- Your Saving Grace (1969)
- Number 5 (1970)
- Rock Love (1971)
- Recall the Beginning...A Journey from Eden (1972)
- The Joker (1973)
- Fly Like an Eagle (1976)
- Book of Dreams (1977)
- Circle of Love (1981)
- Abracadabra (1982)
- Italian X Rays (1984)
- Living in the 20th Century (1986)
- Born 2 B Blue (1988)
- Wide River (1993)
- Bingo! (2010)
- Let Your Hair Down (2011)